# Shenzhen Open 2013 - Qualificazioni singolare
Le qualificazioni del singolare  dello  Shenzhen Open 2013 sono state un torneo di tennis preliminare per accedere alla fase finale della manifestazione. I vincitori dell'ultimo turno sono entrati di diritto nel tabellone principale. In caso di ritiro di uno o più giocatori aventi diritto a questi sono subentrati i lucky loser, ossia i giocatori che hanno perso nell'ultimo turno ma che avevano una classifica più alta rispetto agli altri partecipanti che avevano comunque perso nel turno finale.

## Teste di serie
1. Stefanie Vögele (qualificata)
2. Kimiko Date-Krumm (qualificata)
3. Anne Keothavong (qualificata)
4. Jessica Pegula (qualificata)

1. Caroline Garcia (ultimo turno)
2. Nastassja Burnett (ultimo turno)
3. Maria Elena Camerin (primo turno)
4. Zhou Yi-Miao (ultimo turno)

## Qualificate
1. Stefanie Vögele
2. Kimiko Date-Krumm

1. Anne Keothavong
2. Jessica Pegula

## Tabellone qualificazioni

### 1ª sezione
|  | Primo turno | Primo turno        | Primo turno        | Primo turno | Primo turno |  |  | Ultimo turno | Ultimo turno    | Ultimo turno    | Ultimo turno | Ultimo turno |  |
|  |             |                    |                    |             |             |  |  |              |                 |                 |              |              |  |
|  | 1           | Stefanie Vögele    | 2                  | 6           | 6           |  |  |              |                 |                 |              |              |  |
|  |             | Zarina Dijas       | 6                  | 3           | 2           |  |  | 1            | Stefanie Vögele | Stefanie Vögele | 6            | 6            |  |
|  |             | Valerija Solov'ëva | Valerija Solov'ëva | 3           | 4           |  |  | 5            | Caroline Garcia | Caroline Garcia | 2            | 2            |  |
|  | 5           | Caroline Garcia    | Caroline Garcia    | 6           | 6           |  |  |              |                 |                 |              |              |  |

### 2ª sezione
|  | Primo turno | Primo turno       | Primo turno       | Primo turno | Primo turno |  |  | Ultimo turno | Ultimo turno      | Ultimo turno      | Ultimo turno | Ultimo turno |  |
|  |             |                   |                   |             |             |  |  |              |                   |                   |              |              |  |
|  | 2           | Kimiko Date-Krumm | Kimiko Date-Krumm | 6           | 6           |  |  |              |                   |                   |              |              |  |
|  | WC          | Zhang Yuxuan      | Zhang Yuxuan      | 4           | 1           |  |  | 2            | Kimiko Date-Krumm | Kimiko Date-Krumm | 6            | 6            |  |
|  |             | Tereza Mrdeža     | Tereza Mrdeža     | 4           | 3           |  |  | 8            | Zhou Yi-Miao      | Zhou Yi-Miao      | 2            | 3            |  |
|  | 8           | Zhou Yi-Miao      | Zhou Yi-Miao      | 6           | 6           |  |  |              |                   |                   |              |              |  |

### 3ª sezione
|  | Primo turno | Primo turno       | Primo turno       | Primo turno | Primo turno |  |  | Ultimo turno | Ultimo turno      | Ultimo turno      | Ultimo turno | Ultimo turno |  |
|  |             |                   |                   |             |             |  |  |              |                   |                   |              |              |  |
|  | 3           | Anne Keothavong   | 6                 | 4           | 6           |  |  |              |                   |                   |              |              |  |
|  | WC          | Xu Shilin         | 3                 | 6           | 0           |  |  | 3            | Anne Keothavong   | Anne Keothavong   | 6            | 6            |  |
|  |             | Yurika Sema       | Yurika Sema       | 1           | 3           |  |  | 6            | Nastassja Burnett | Nastassja Burnett | 3            | 4            |  |
|  | 6           | Nastassja Burnett | Nastassja Burnett | 6           | 6           |  |  |              |                   |                   |              |              |  |

### 4ª sezione
|  | Primo turno | Primo turno         | Primo turno         | Primo turno | Primo turno |  |  | Ultimo turno | Ultimo turno   | Ultimo turno   | Ultimo turno | Ultimo turno |  |
|  |             |                     |                     |             |             |  |  |              |                |                |              |              |  |
|  | 4           | Jessica Pegula      | 6                   | 3           | 6           |  |  |              |                |                |              |              |  |
|  |             | Ljudmyla Kičenok    | 1                   | 6           | 0           |  |  | 4            | Jessica Pegula | Jessica Pegula | 7            | 7            |  |
|  |             | Wang Qiang          | Wang Qiang          | 6           | 6           |  |  |              | Wang Qiang     | Wang Qiang     | 67           | 5            |  |
|  | 7           | Maria Elena Camerin | Maria Elena Camerin | 2           | 4           |  |  |              |                |                |              |              |  |